# Giuliana Minuzzo
Giuliana Minuzzo (n. 26 noiembrie 1931, Vallonara⁠(d), Marostica, Veneto, Italia – d. 11 noiembrie 2020, Aoste, Valle d'Aosta, Italia) a fost o schioare alpină ce a reprezentat Italia, medaliată olimpică. A participat la 3 ediții ale Jocurilor Olimpice (1952, 1956, 1960) în care a câștigat două medalii de bronz.